# (2273) Yarilo
(2273) Yarilo est un astéroïde de la ceinture principale découvert par Lioudmila Tchernykh, le 6 mars 1975. Il a été nommé d'après Yarilo, le dieu de la végétation slave.